# انهيال إيلكامبري دوس في غواتيمالا
انهيال إيلكامبري دوس هو انهيال تسببت به أمطار قوية، أدت لانهيار الصخور في قرية سانتا كاتارينا بينولا في غواتيمالا وتبعد هذه القرية 9.3 ميل عن مدينة غواتيمالا، جرى هذا الانهيال في يوم 1 أكتوبر 2015 وأدى لمصرع 107 شخص وإصابة حوالي 36 شخص آخر.